# 24: The Game
24: The Game is een PlayStation 2-videospel, gebaseerd op de Amerikaanse televisieserie 24. Het spel werd geproduceerd door Cambridge Studios van Sony Computer Entertainment, en gepubliceerd door 2K Games. Het spel werd genomineerd voor een BAFTA-award voor beste script.
Oorspronkelijk zou het spel als eerst uitgebracht worden in Europa op 30 september 2005, en later in Noord-Amerika op 14 november 2005. De premièredatum werd uitgesteld en uiteindelijk werd het spel in Noord-Amerika uitgebracht op 27 februari 2006 en in Europa op 17 maart.
Alhoewel het spel in de categorie "Third-person shooter" valt, is het spel vrij veelzijdig. Zo kan er ook geracet worden met auto's en zijn er ondervragingen.
De muziek bij het spel is van Sean Callery, geproduceerd in samenwerking met Jonathan Williams. Het geluid bij het spel is in surround en het spel kan tevens in breedbeeld gespeeld worden.

## Verhaal
Het verhaal speelt zich zes maanden na de gebeurtenissen van het tweede seizoen af, en bijna drie jaar voor de gebeurtenissen van seizoen 3.
Gedurende het verhaal van het spel proberen diverse terroristen aanslagen te plegen. Door in de huid te kruipen van de personages Jack Bauer, Tony Almeida en Chase Edmunds kan je sommige van die aanslagen voorkomen. In totaal spraken zestien van de acteurs uit het tweede en derde seizoen de stemmen in.
- Een schip, gevuld met illegale wapens en drugs, probeert ricine in de haven van Los Angeles te dumpen.
- Er vindt een aanslag plaats op vicepresident Jim Prescott.
- Er wordt een gifgasaanval uitgevoerd op een metrostation in Los Angeles.
- CTU wordt aangevallen door terroristen.
- Kim Bauer is ontvoerd en Jack moet klusjes opknappen voor de terroristen, anders zullen ze haar niet vrijlaten.
- Jack Bauer moet Kim Bauer bevrijden samen met een undercoveragent.
- Na een aardbeving in Los Angeles zijn er meerdere explosies in de stad.
- Kate Warner wordt ontvoerd.
- Gouverneur James Radford wordt ontvoerd en men wil hem doden.
- Een harde schijf wordt gevonden en uitgelezen, Chase Edmunds weet een belangrijke terrorist te doden via de harde schijf.
- Radfort blijkt achter de aanslagen van deze dag te zitten. Hij wordt gedood.
- De Amerikaanse militaire basis Fort Lesker wordt aangevallen.
- Terroristen proberen wapens vanuit Amerika naar het Midden-Oosten te smokkelen. .

## Opzet
Net als bij de televisieserie vinden de gebeurtenissen in het spel verspreid plaats over 24 uur en wordt er eenzelfde soort klok gebruikt als bij het begin en einde van de serie. Het spel slaat automatisch alles wat is uitgevoerd op aan het begin van elke missie, en er zijn ook een aantal plaatsen in het spel waarbij het spel ook automatisch wordt opgeslagen. Je kunt zelf ook op elk moment kiezen dat je het spel wilt opslaan.
Elke missie wordt beoordeeld met een percentage, dat meestal een afspiegeling vormt van de kwaliteiten van de speler in het spel. In het percentage wordt onder andere het aantal doden, snelheid van de speler en de doelen (diverse objecten) die je in het spel moet bereiken meegenomen. Als een missie is afgesloten met een percentage van 90% of hoger kun je een bonusspel spelen.
Wanneer het spel door meerderen wordt gespeeld, wordt er aangegeven met een letter wie de beste kwaliteiten heeft, en zo is er verschil tussen de spelers te zien.

## Cast
- Kiefer Sutherland als Jack Bauer
- Christian Kane als Peter Madsen
- Carlos Bernard als Tony Almeida
- Reiko Aylesworth als Michelle Dessler
- Elisha Cuthbert als Kim Bauer
- Dennis Haysbert als David Palmer
- James Badge Dale als Chase Edmunds
- Thomas Kretschmann als Max
- Sarah Wynter als Kate Warner